# Пола жутог сунца
Пола жутог сунца (енгл. Half of a Yellow Sun) је роман нигеријске књижевнице Чимаманде Нгози Адичи, објављен 2006. године. Ово је њен други роман, а тема је Грађански рат у Нигерији. Ауторка се у роману бави емоционалним и личним последицама рата и историјским зверствима која су га пратила. Роман је добио бројне награде, а на српском језику објавила га је Издавачка кућа Лагуна 2007. године.

## О роману
Rоман Пола жутог сунца назван је по застави краткотрајне нације Бијафре. Радња романа смештена је у период пре и током нигеријског грађанског рата. Роман описује један од важнијих тренутака модерне историје Африке: страствену борбу Биафре за осамостаљење од Нигерије крајем 60-их година 20. века. У ову наизглед ратну причу Чиманада Адичи је у први план ставила је ликове и лепоту приповедања, чиме је на немилосрдан начин дала опис љубави, насиља и издаје у време рата у Биафри. Говори о одговорности, крају колонијализма, етничким разликама, класама, расама у време грађанског рата у Нигерији и начину на који све те однос може да прожима љубав.

## Радња романа
Радња романа започиње шездесетих година 20. века, за време свирепог рата између Нигерије и Бијафре. Главни ликови су:
- Угву, дечак пореклом из сиромашног села који служи у кући једног универзитетског професора, занесеног револуционарним идејама,
- Олана, жена из више класе, која долази да живи са професором и напушта свој привилеговани живот у Лагосу и
- Ричард, енглез који је заљубљен у Оланину сестру близнакињу, која по сваку цену жели да остане сама и слободна.[6]

Јунаци ове приче бивају увучени у политичка догађања која се развијају муњевитом брзином. Док нигеријске трупе напредују, они беже, како би спасили голе животе. Њихови идеали бивају стављени на пробу, као и верност коју осјећају једни према другима.

## Награде
Rоман Пола жутог сунца је 2007. добио Наранџасту награду за белетристику (Orange Prize for Fiction), једну од најпрестижнијих британских награда за књижевност, као и књижевну награду Anisfield-Wolf Book Award. У новембру 2020. године роман је освојио Награду за женску белетристику (Women's Prize for Fiction) и проглашен је најбољом књигом у 25-годишњој историји ове награде.

## Екранизација
Према овом роману 2014. године снимљен је истоимени филм у ком глуме Чуетел Еџиофор и Тандивеј Њутон.

## О ауторки
Чимаманда Нгози Адичи (енгл. Chimamanda Ngozi Adichie је нигеријска књижевница чија се дела крећу од романа до кратких прича. Сматра се најистакнутијом међу младим англофонским ауторима с почетка 21. века, која успева да привуче нову генерацију читалаца афричкој књижевности, посебно у Сједињеним Америчким Државама, где сада живи.